# La Femme aux quatre masques
Pour plus de détails, voir Fiche technique et Distribution.
La Femme aux quatre masques (The Woman with Four Faces) est un film américain réalisé par Herbert Brenon, sorti en 1923.

## Synopsis
Elizabeth West, une jeune femme qui fait partie d'une bande d'escrocs, est acquittée par jury qui ne la condamne pas pour vol. Elle décide d'aider le procureur de district Richard Templar à démasquer un gang de trafiquants de stupéfiants. Déguisée en vieille femme, elle obtient la grâce d'un vieux complice, qui est à l'isolement, temporairement libéré pour aider à la réalisation de son plan.

## Fiche technique

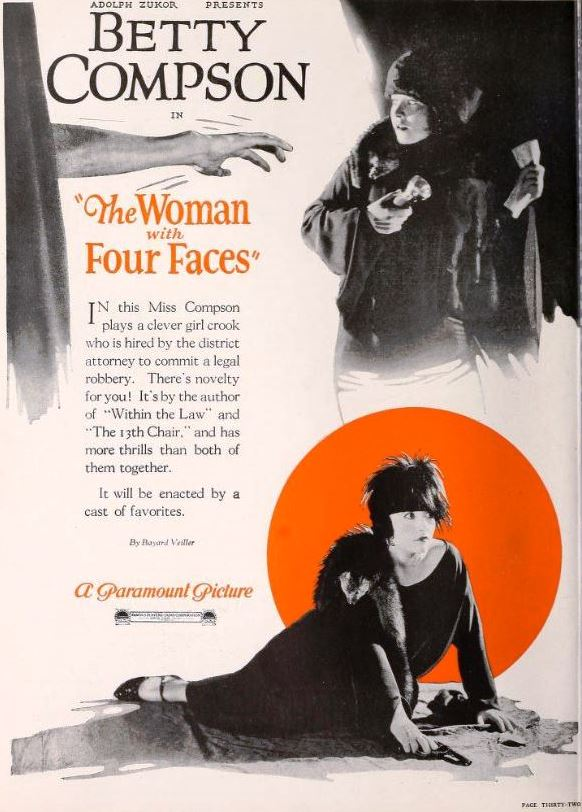
Annonce du film dans le magazine Exhibitors Trade Review.

- Titre original : The Woman with Four Faces
- Réalisation : Herbert Brenon
- Scénario : George James Hopkins, d'après la pièce The Woman With Four Faces de Bayard Veiller[1]
- Producteurs : Adolph Zukor, Jesse Lasky
- Photographie : James Wong Howe
- Distributeur : Paramount Pictures
- Durée : 60 minutes
- Date de sortie : 
  - États-Unis : 24 juin 1923

## Distribution
- Betty Compson : Elizabeth West
- Richard Dix : Richard Templar
- George Fawcett : Juge Westcott
- Theodore von Eltz : Jim Hartigan
- Joseph Kilgour : Judson Osgood
- Jim Farley : Morton
- Guy Oliver : Warden Cassidy
- Charles A. Stevenson : Ralph Dobson
- Gladden James : le garçon
- Eulalie Jensen : la mère